# محمد کبیری
محمد جعفر كبيري (بالفارسية: محمد کبیری) (ولد عام 1988) هو سياسي إيراني ومدير تنفيذي. ومنذ 21 نوفمبر 2024، عمل كبيري رئيسًا تنفيذيًا لمنظمة منطقة كيش الحرة في الحكومة الرابعة عشرة.
عمل كبيري نائباً للشؤون التعاونية بوزارة التعاون والعمل والرعاية الاجتماعية في الحكومة الثانية عشرة.
كبيري خريج الاقتصاد من جامعة طهران، وكان أصغر نائب وزير في الحكومة الثانية عشرة وكان عمره 30 عامًا.

## المجلس التوجيهي للحكومة الـ14
كبيري هو أيضًا عضو في المجلس التوجيهي للحكومة الرابعة عشرة. مهمة هذا المجلس هي تشكيل لجان ومجموعات عمل لاختيار قائمة بأسماء أعضاء الحكومة لعرضها على الرئيس المنتخب مسعود بيزشكيان.
بعد ترشحه لمنصب وزير التعاون والعمل والرعاية الاجتماعية، ترك محمد كبيري طواعية المجلس التوجيهي للحكومة الرابعة عشرة.